# Clementina Rind
Clementina Rind (vers 1740 – 25 septembre 1774) est une femme coloniale américaine connue pour être la première femme imprimeuse et éditrice de journaux en Virginie. Vivant et travaillant à Williamsburg, en Virginie, elle reprend l'imprimerie fondée par son mari, William Rind, après sa mort en 1773. Clementina continue à imprimer The Virginia Gazette (en) et publie également le traité de Thomas Jefferson intitulé A Summary View of the Rights of British America (en).

## Jeunesse

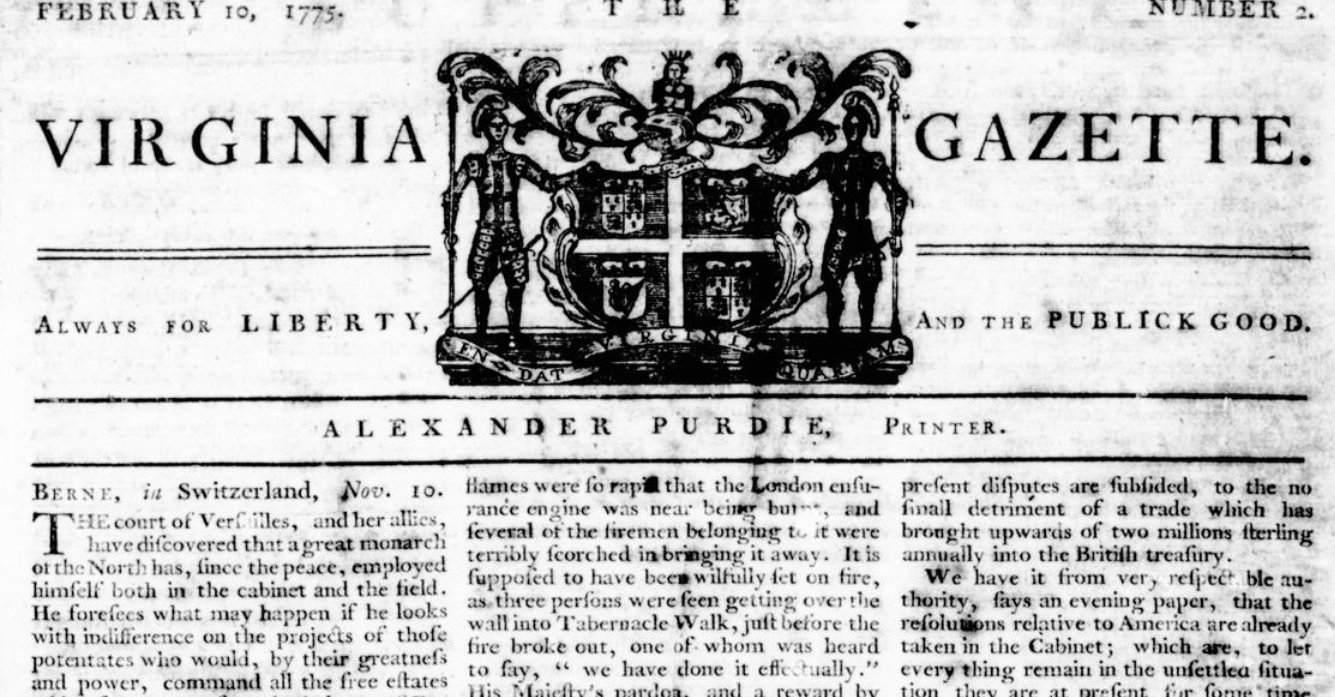
The Virginia Gazette, 10 février 1775.

On sait peu de choses sur la jeunesse de Clémentine. Elle est née vers 1740, probablement dans le Maryland. Entre 1762 et 1765, elle épouse William Rind (1733-1773), un imprimeur du Maryland qui travaille en partenariat avec l'imprimeur d'Annapolis, Jonas Green (en) sur le Maryland Gazette. William Rind et Jonas Green travaillent ensemble jusqu'à ce que la publication de The Maryland Gazette soit suspendue en octobre 1765 en guise de protestation contre le Stamp Act. Par la suite, les Rind déménagent à Williamsburg entre la fin de 1765 et le début de 1766 en réponse à une invitation que William Rind a reçue pour fonder The Virginia Gazette. Le 16 mai 1766, le premier numéro de la Virginia Gazette de William Rind est imprimé, accompagné de la devise « Ouvert à TOUS LES PARTIS, mais influencé par AUCUN. »,. Dans ce journal, William Rind imprime des publicités de publications locales ainsi que des informations de la Chambre des bourgeois de Virginie (lois, résolutions, proclamations et journaux), une pratique que Clementina Rind poursuivra plus tard. À mesure que l’imprimerie prospére, leur vie à Williamsburg s’améliore également. En 1767, ils vivent rue Duke of Gloucester, dans un bâtiment en briques qui sert à la fois d'espace de travail et de résidence familiale. Ensemble, Clementina et William Rind construisent une vie et une famille composée de cinq enfants (une fille et quatre fils) tous nés à Williamsburg, à l'exception de l'aîné qui est né dans le Maryland.

## Carrière dans l'imprimerie
Après la mort de son mari en août 1773, Clementina Rind édite et publie The Virginia Gazette jusqu'en 1774. Elle dirige la presse depuis sa maison en briques, aujourd'hui la Ludwell–Paradise House (en) à Colonial Williamsburg (en). Rind publie des articles de lectrices, donnant au journal un point de vue féminin fort. En 1774, Rind est la première à imprimer A Summary View of the Rights of British America de Thomas Jefferson.
Rind tombe malade en août 1774 et meurt le mois suivant à Williamsburg. Elle a eu cinq enfants : William, John, Charles, James et Maria,. Elle est honorée dans le cadre de la première classe des femmes de Virginie dans l'histoire en 2000.